# Praia da Armação do Pântano do Sul
Praia da Armação do Pântano do Sul, ou simplement Praia da Armação, est une plage de la municipalité de Florianópolis, au Brésil. Elle se situe au sud-est de l'île de Santa Catarina, entre les plages de Morro das Pedras et de Matadeiro.
Il s'agit de l'un des principaux centres de pêche artisanale de Florianópolis. 
Située à 25 km du centre, l'activité traditionnelle cohabite avec le tourisme et la pratique du surf. 
Le nom armação vient de son ancienne activité économique, du temps où elle se consacrait à la production d'huile de baleine pour l'éclairage public. Les autres parties des cétacés, comme la viande et les fanons étaient également exploitées. À la suite de la quasi-extinction de ces espèces à cause de leur chasse, les baleines franches sont maintenant fortement protégées. Leur observation dans le cadre du tourisme constitue aujourd'hui une source de revenus pour le Santa Catarina.
Sur le plan historique, l'église de Sant'Anna, construite en 1772 est la principale attraction de la localité. Les équipages des bateaux de chasse à la baleine venaient y prier et s'y confesser avant de partir en mer. Le prêtre descendait ensuite à la plage pour bénir les embarcations. Il ne reste presque rien de l'église originale, à la suite des deux campagnes de rénovations subies en 1838 et surtout en 1948 qui modifia complètement la façade de l'édifice.
Le lieu où se retrouvaient autrefois les pêcheurs à la baleine a été transformé en un bar qui accueille aujourd'hui les touristes dans un décor traditionnel.